# Heuchlingen
Heuchlingen település Németországban, azon belül Baden-Württembergben. Lakosainak száma 1851 fő (2023. december 31.).

## Népesség
A település népessége az elmúlt években az alábbi módon változott:
| Lakosok száma | 1056 | 1333 | 1521 | 1611 | 1562 | 1843 | 1813 | 1859 | 1804 | 1851 |
|               | 1961 | 1967 | 1974 | 1980 | 1986 | 1993 | 1999 | 2005 | 2012 | 2023 |